# Cotation des oblitérations des timbres de l'empire d'Autriche (période 1850-1867)
L'article décrit un système de cotation des oblitérations sur les timbres émis par l'empire d'Autriche durant la période 1850-1867. 
Les oblitérations sur les 5 premières émissions avant le compromis de 1867 (1850, 1858, 1861, 1863 et 186m) sont recherchées pour leur variété et leur beauté, en tant que branche de la philatélie (Marcophilie).  Elles peuvent être identifiées, étudiées et classées grâce notamment à une étude de référence, compilée par Edwin Mueller. Elles sont un témoin précis et probant de l'organisation politique de 12 pays actuels de l'Europe centrale.
Il illustre plus particulièrement l'index de popularité, qui complète l'indice de rareté en tant que facteur multiplicatif.
Il est complémentaire à l'article Histoire philatélique et postale de l'Autriche. 

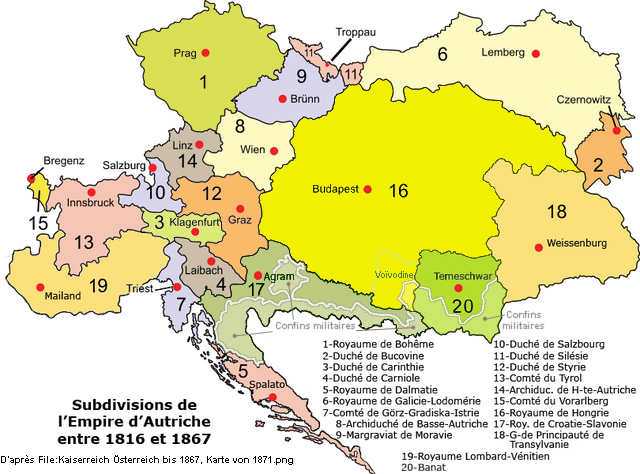
L'empire d'Autriche couvre toute l'Europe centrale en 1867.

## Le contexte historique
La première émission de timbres de l'empire d'Autriche date du 1er juin 1850 : des armoiries surmontées de « KK Post-Stempel ». Le mot Autriche n'apparaît pas, ce qui est logique, car elle a  servi dans toute l'Europe centrale, plus précisément dans tout ou partie des pays  qui s'appellent aujourd'hui :
- au nord la République tchèque, la Slovaquie, la Pologne ;
- à l'est l'Ukraine, la Roumanie ;
- au sud la Serbie, la Slovénie, la Croatie, le Monténégro, l'Italie ;
- l'Autriche et la Hongrie.

Les langues utilisées sont l'allemand, l'italien, le hongrois, le tchèque, le croate, le polonais et … le français Chargé.

Pour plus de détails, consulter l'article Histoire philatélique et postale de l'Autriche.

## Le système utilisé par Edwin Mueller
Edwin Mueller décrit  chaque oblitération par une suite de codes (13 formes de base, 5 écritures possibles, année ou non etc), et une image est fournie. Les types utilisés par chacun des 3381 bureaux de poste sont renseignés depuis la première (I) à la cinquième (V) émission, avec la date de leur ouverture ; la lettre P renseigne que le bureau existait déjà en 1850 (précurseur) le cas échéant.
Mais l'originalité de cet ouvrage réside dans un système de cotation relative.
Il s'agit d'une cote exprimée en points  et d'un double contenu MULTIPLICATIF:
- un index de rareté relative, entre 1 et 250 ;
- un index de popularité, entre 2 et 30.

La cotation peut donc (en théorie) varier entre 1 et 30 x 250 = 7500.
La valeur marchande de l'oblitération « banale » ne dépend que de son index de rareté (popularité 1 sous-entendue), tandis que si elle est plus ou moins attractive (couleur, beauté…) c'est la rareté x la popularité qui  donnera la cotation !
La suite de l'article illustre par des exemples ce concept multiplicatif de popularité, qui  pourrait s'appliquer à bien des collections d'ailleurs.

## L'index de popularité

### Index 1: les types de base
La valeur de ces oblitérations ne dépend donc que de leur rareté relative (et bien sûr de leur caractère plus ou moins complet, centrage, netteté…).
Quelques exemples :

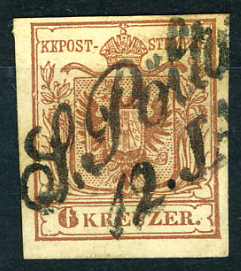
Type sL-I pour St. Pölten, 1x5 P (I signifie écriture Italique)
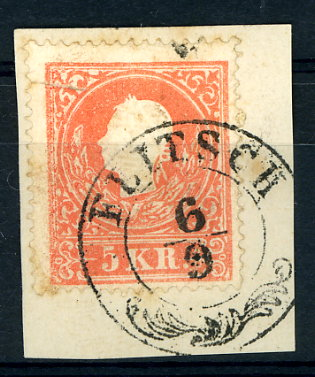
Type RDb-f, pour (FLITSCH) Bovec  1x12 P (Db signifie double cercle et ornement de base; f signifie date sans année)
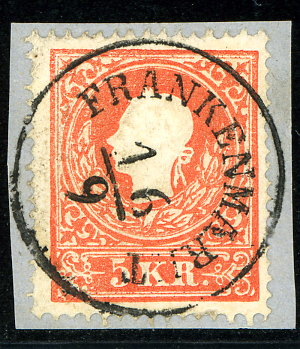
Type RS-f (le plus courant - 2311 bureaux[2]: S pour simple cercle, mais rareté 35 à Frankenmarkt)
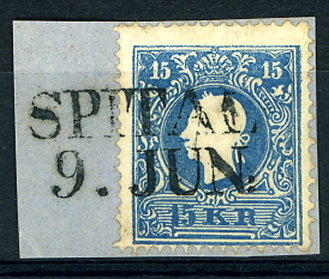
Type RL-R pour SPITAL (Spittal an der Drau) (1x6 P de rareté)- RL-R signifie 2 lignes linéaires antiques
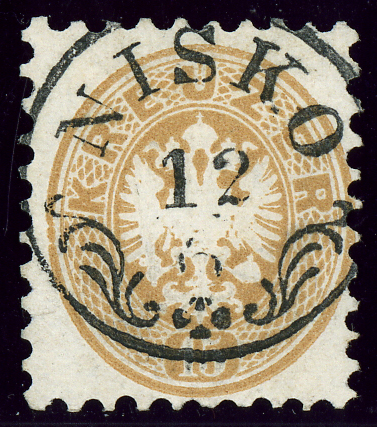
Type RSb-f pour Nisko (1x25 P) - bel ornement utilisé dans 85 bureaux

### Index 2

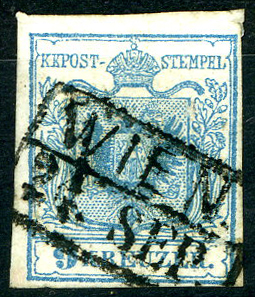
WIEN (Vienna) Type GkB-R avec les écritures G pour Grotesk et R Antiqua;  k pour Geteilter Kasten (double cadre)  - 2x2 Points
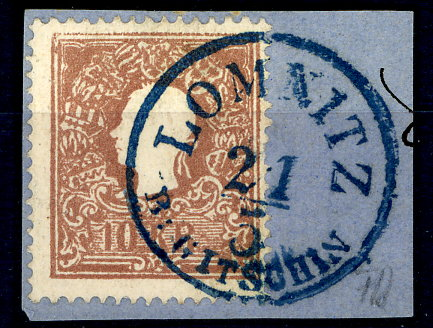
À cause de l'encre bleue, LOMNITZ (Bohême) (Lomnice nad Popelkou) Type RS-f (30x2 Points)
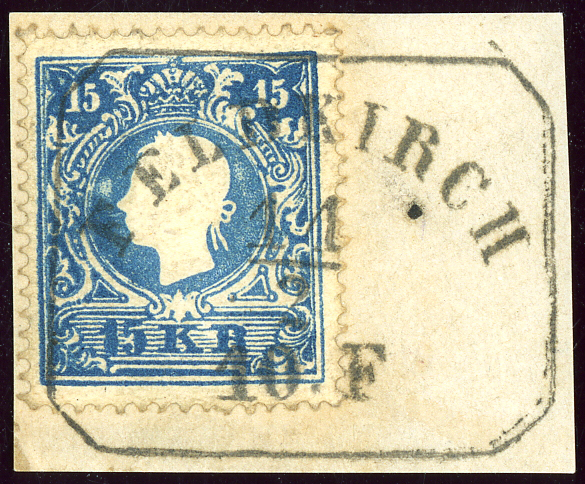
Type RzhB-fh, hB pour cadre rectangulaire écorné FELDKIRCH - 10x2 P
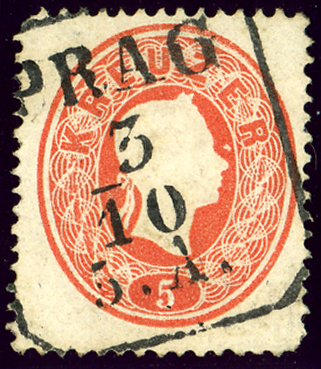
Type RhK-fh, hK pour cadre vertical écorné, de Prague
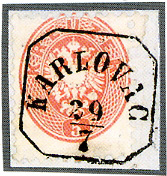
Type RzhB-f de Karlovac (Croatie) - 35x2 P

### Index 3

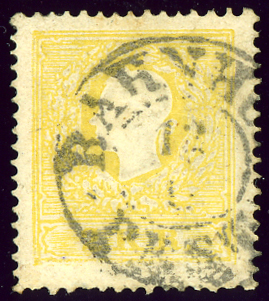
Type RDo-f , 2 kr 1859, de BAHNHOF PEST (Hongrie)
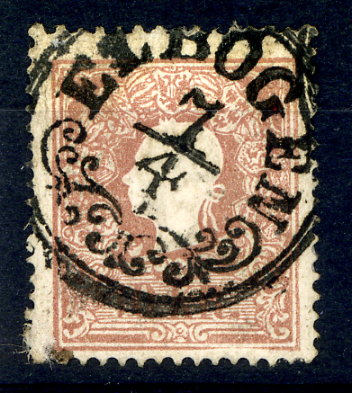
Type R2So-f (le petit o signifie ornement pour ELBOGEN (Loket) (15×3 points) (Bohême)
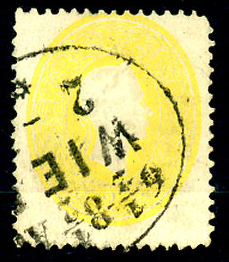
Type GOo-fh (ovale avec étoile de Vienne), 20×3 points
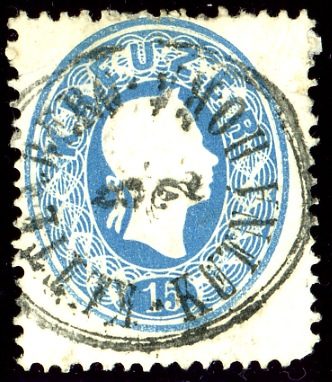
Type R2P-f (double ovale étroit vertical), bilingue Kutná Hora (6×3 points) (Bohême)
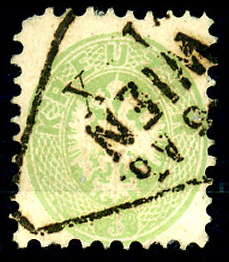
Type GF-fh Une forme rare (losange par exemple pour WIEN) (3x3 Points)

### Index 4
Une forme attractive.

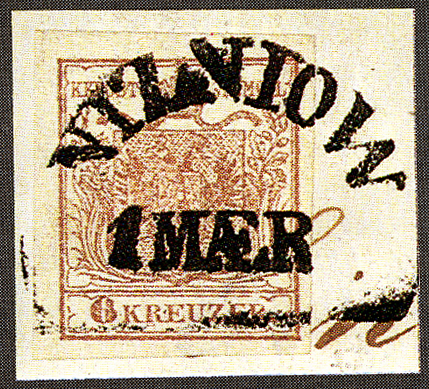
Type RC-R (200×4 points), émission 1850, NIZNIOW en Galicie, Ukraine (Nyzhniv).
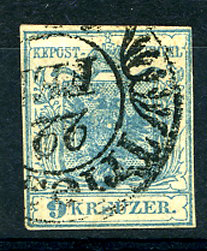
Type RDo-Iy TRIEST (Trieste) (l'année 1850 ou 1851 est hors du timbre)
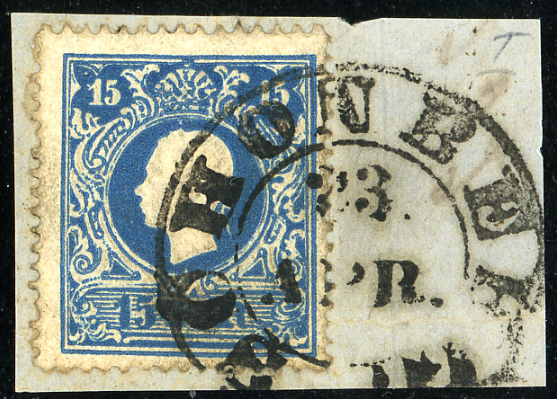
Type RD-R (12×4 points), émission 1858, SCHÖNBERG, double cercle à gros caractères, typiques du Tyrol
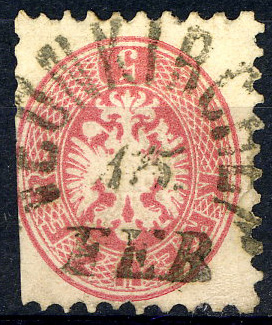
Type GC-I (4×4 points) de NEUNKIRCHEN

### Index 6

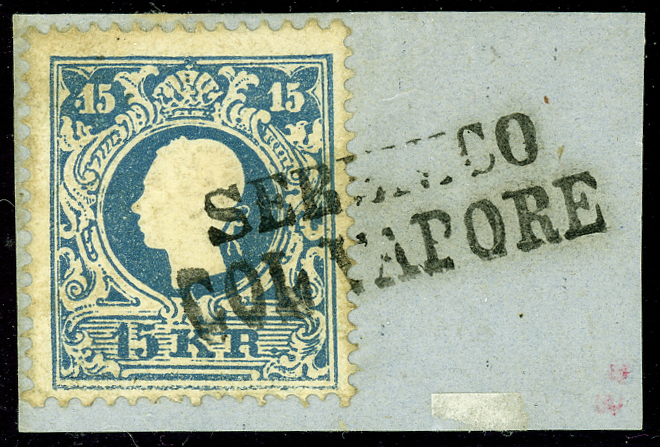
SEBENICO COL VAPORE Šibenik harbour (8x6 P)
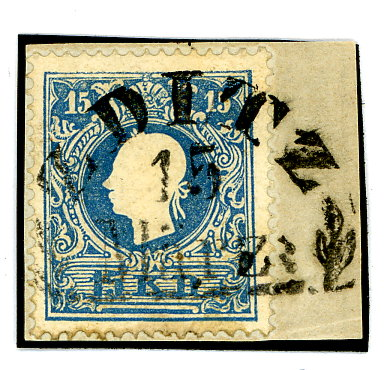
ZDITZ Zdice Type RCo-R (15x6 P)
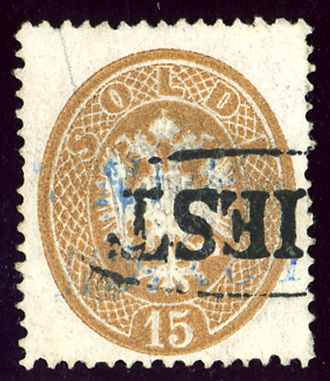
TRIEST Type RO (60×6 P)
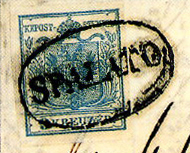
Type RO (100x6 P) de SPALATO en 1851

Les marques pour transport maritime sont appréciées.
La lettre C indique une forme en demi-cercle, la letter O un ovale. L'oblitération RCo-R illustrée est assez rare (15) et belle (index 6) d'où 90 points Mueller.

### Index 8
La lettre O indique une forme ovale; o une ornementation; f aplati pour flattened.

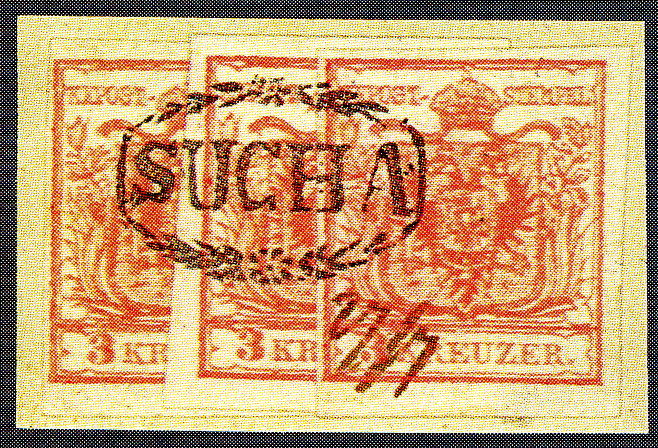
Type RoO de SUCHA avant 1853 (Galicie) (70x8 P) - Vendu 2700 FS en 1981
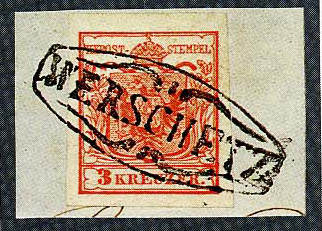
Type RfOd (70x8=560 P) de WERSCHETZ (Vršac) (Serbie) - Vendu 1100 FS en 1981
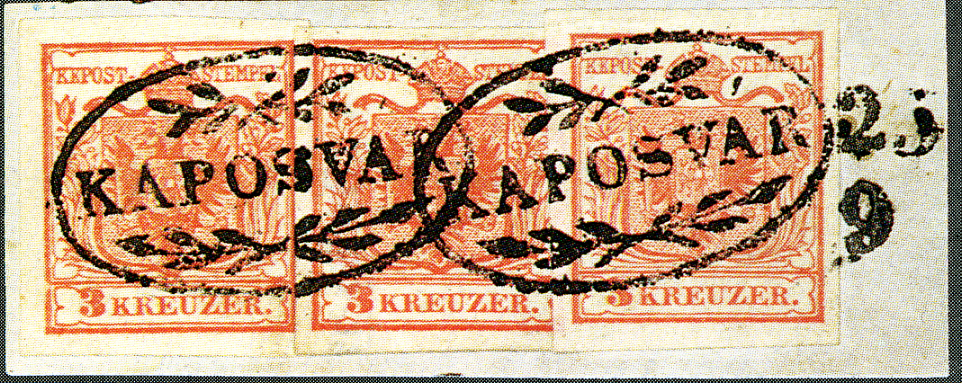
Type ROo-f de Kaposvár (Hongrie) Mueller (85x8P) - Vendu 2600 FS en 1981
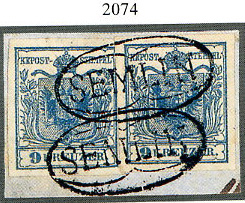
Type ROo de SEMLIN (Zemun) (Serbie) (12x8 P)- Vendu 220 FS en 2003
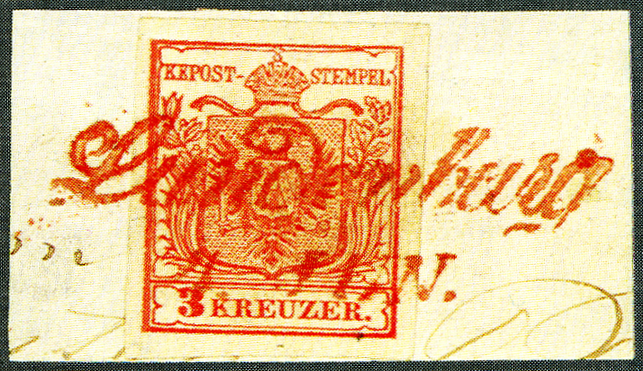
Type sL-I. Linéaire rouge de Lundenburg (Břeclav) (Moravie) (150x8P) - Vendu 6500 FS en 1981

### Index 10

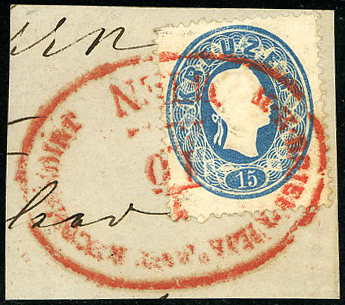
Type RzO-fy rouge (5x10 P)
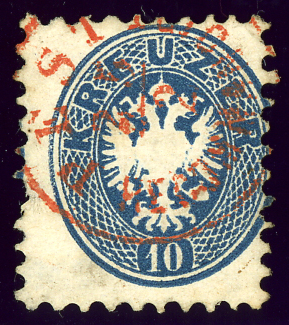
Pest 10kr Recommandirt (6x10 P)

Encre rouge des plis recommandés de Vienne (K.K. BRIEF-FILIALAMT RECOMANDIRT) et de Budapest.

### Index 12

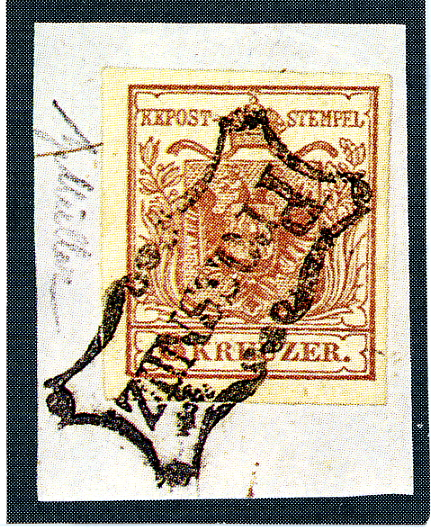
6 kreuzer de 1850, PROSSNITZ encadré (Prostějov), Moravie. Mueller type roB (40x12 Points). Fragment vendu 650 FS en 1981.

### Index 15

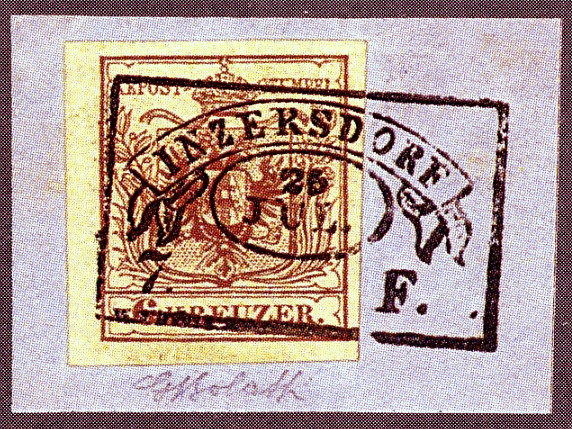
6 kreuzer de 1850. INZERSDORF. Type RyB-ROeh (25x15 P).
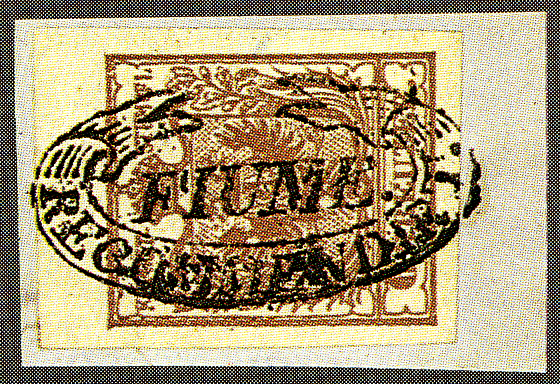
6 kreuzer de 1850, recommandé de FIUME. Type IF (85x15 P). Vendu 1600 FS en 1981.
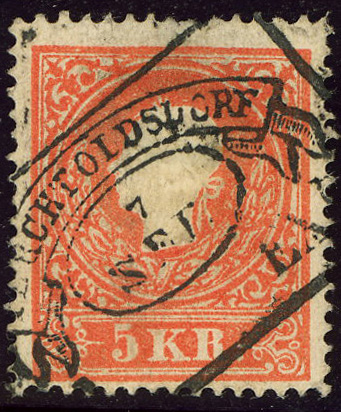
Type RyB-ROeh de Perchtoldsdorf (30x15 P). Ces ornements des faubourgs vinicoles de Vienne sont très recherchés.
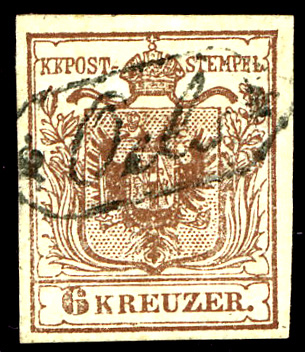
Type sqBo de OELS in BÖHMEN rareté 40 donc 600 P

### Index 20

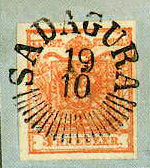
Type RCj-f de SADAGURA (Bucovine, Sadhora) (40x20 P)- Vendu 1000 FS en 2003
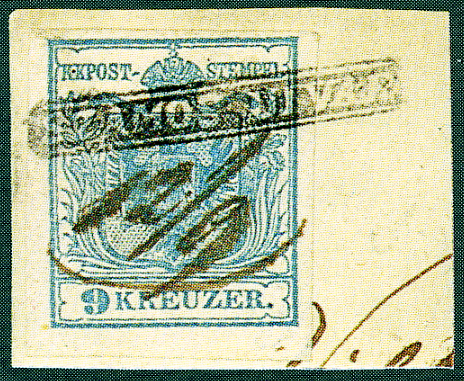
Type nI2fB-(M), émission 1850. Oblitération inversée SZAMOS UIVAR  Gherla, Roumanie). 40x20 P. Vendu 1200 FS en 1981.

### Index 25

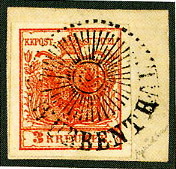
Type RCj de WÜRBENTHAL (Vrbno pod Pradědem) (175×25 P) - Vendu 3400 FS en 2003

### Index 30
Une série d'oblitérations muettes sur la première émission de 1850, ou encore cet étonnant et unique 1576:

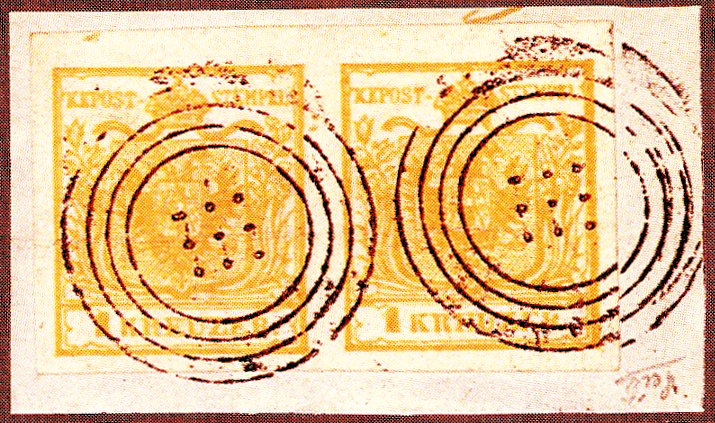
1 kreuzer. Quatre cercles et points de Vienne - (10×30×2 p). Fragment vendu 700 FS en 1981.
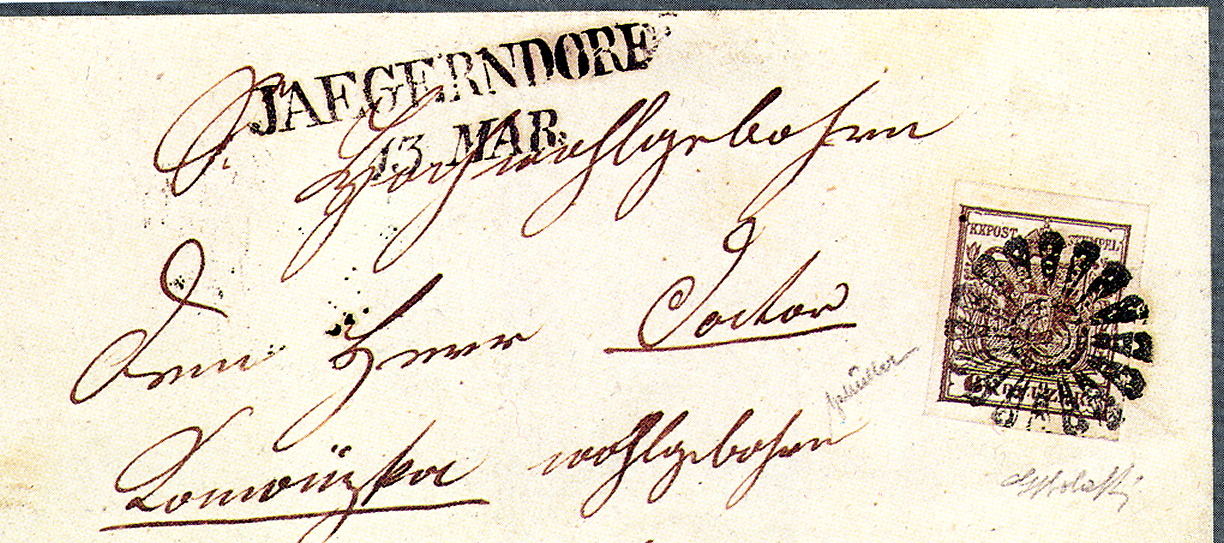
6 kr, JAEGERNDORF (Krnov), Silésie, République tchèque. Mueller 85×30 points. Lettre vendue 11 000 FS en 1981.
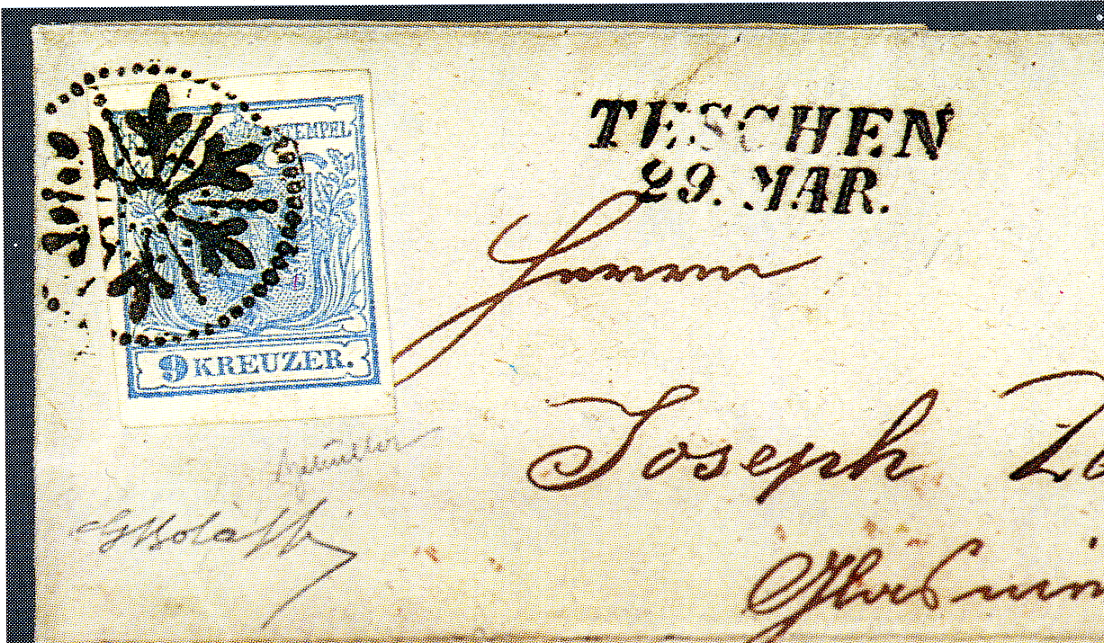
9 kr, TESCHEN (Český Těšín), Silésie, République tchèque. Mueller 100×30 points. Lettre vendue 11 000 FS en 1981.
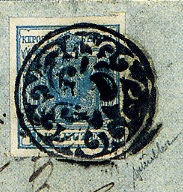
9 kr Krakau sur une lettre vendue 9 500 FS en 2003 (Cracovie - (70×30 P))
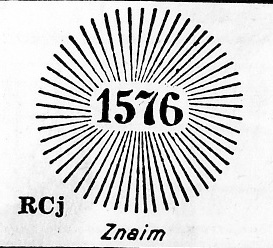
Type RCj pour ZNAIM (Znojmo) (30×30 P)

## Prix atteints en vente publique
Les prix nets indiqués en Francs suisses sont (notamment) ceux atteints (hors frais) en 2003 lors de la dispersion de la fabuleuse collection Dr Anton & Elisabeth JERGER (notamment).
Les plus belles oblitérations (complètes et nettes sur fragments) approchent 1 euro par point Mueller, selon cette vente publique.